# La lozana andaluza
La lozana andaluza (en it., La lozana andalusa) és una coproducció hispano-italiana estrenada al Cine Avenida de Madrid el 18 d'octubre de 1976, produïda i dirigida per Vicente Escrivá amb diàlegs i guió de Lorenzo López Sancho i el propi director, basada en l'adaptació d'Alfonso del Vandodel Retrato de la Loçana andaluza del clergue i escriptor renaixentista Francisco Delicado, publicat anònimament a Venècia en 1528.
Per al diari Pueblo (3 des. 1976), «L'extraordinària superproducció de Vicente Escrivá [qualificada pel mateix rotatiu com "L'OBRA MESTRA DE L'EROTISME ESPAÑOL EN UN FILM INTERNACIONAL!"], està batent, segons les estadístiques, tots els rècords de taquilla a Madrid, enfront de les grans produccions estrangeres actualment en les cartelleres de la nostra capital. […] Indiscutiblement s'ha posat de manifest que quan es tracta d'una pel·lícula de gran valia com "La lozana andaluza", en la qual es veu l'esforç i la riquesa en les seves escenes, el públic respon i fa patent amb els seus aplaudiments la seva admiració per una obra d'art de la qualitat de [aquesta]».».
En el context del panorama polític i social espanyol de la segona meitat de la dècada dels setanta, la pel·lícula es va estrenar a penes un any després de la mort de Franco al novembre de 1975 i any i mig després de la promulgació l'1 de març del mateix del nou Codi de Censura, segons el qual «s'admetrà el nu sempre que estigui exigit per la unitat total del film, rebutjant-se quan es presenti amb intenció de despertar passions en l'espectador normal o incideixi en la pornografia», el que, segons el crític cinematogràfic de ABC Pedro Crespo, li permetria als espectadors recrear-se «en la visió de l'epidermis de Maria Rosaria Omaggio, antiga locutora de la Radiotelevisió Italiana».
En l'espai cinematogràfic espanyol de mitjan anys 1970, va formar part d'una trilogia d'adaptacions cinematogràfiques de clàssics literaris medievals precedida de les dues parts d' El libro de buen amor, dirigides per Tomás Aznar i Jaime Bayarri, estrenades en agost de 1975 i abril de 1976 respectivament, «encaixades sense embuts en aquesta primera onada de cinema eròtic i camuflades en una refinada coartada cultural. […] [en les quals] l'anàlisi de la Literatura i la Història estan conscientment absents en benefici de la mera il·lustració filmada d'una època o un determinat "univers" literari».
Quant a les nombroses escenes de «destape» pròpies de l'època que componen la pel·lícula (gairebé el cinquanta per cent de les cintes produïdes en 1976 van pertànyer a aquest gènere), sens dubte la «més celebrada va ser el nu a la dutxa de la italiana Maria Rosaria Omaggio («La criada nua a la Ufanosa, que ensenya el pit i les natges; les cames amb mitjanes negres fins a meitat de la cuixa. Un hàbil gir de càmera escamoteja la visió del pubis»), que també es va exhibir en l'adaptació de textos populars valencians. Tot un entusiasme per la nostra tradició literària que es va esfumar quan els pits i els culs van poder ser contemporanis».

## Sinopsi
Rampín (Enzo Zerusico) és un simpàtic murri que viu amb la seva tia, una alcavota coneguda com la Napolitana (Diana Lorys), en la corrupta i desvergonyida Roma del primer terç del segle xvi (1513-1524). Al poc temps arriba fugint «de la mateixa Andalusia» Lozana, una exuberant i sexualment precoç cordovesa que aviat es convertirà en «la més bella i promíscua cortesana de [la ciutat]». Tots dos arriben a un acord: ell es convertirà en el seu proxeneta mentre que ella serà la seva prostituta, la seva serventa i el seu amant. Però don Sancho (Carlos Ballesteros), un distingit cavaller castellà que es casarà a Roma, s'enamora de Lozana. Després de les noces la cerca i Rampín, gelós, s'embriaga i és empresonat. En tot cas la jove aconsegueix alliberar-lo gràcies a la intervenció de don Sancho, per la qual cosa aquesta li promet a canvi anar-se amb ell a Toledo.

## Repartiment
Si bé sembla que des del principi (gen. 1976) era clar que el paper de don Sancho de Villafáñez anava a ser interpretat per Carlos Ballesteros, però no els de Rampín y la Lozana, pels qui s'havia parlat d'un actor «francès», Catherine Spaak, Mary Francis o Claudia Cardinale respectivament:
| «                                                                         | Es començarà a rodar "La lozana andaluza". Aquesta vegada es tracta d'una versió cinematogràfica amb Carlos Ballesteros com a don Sancho, un Rampín francès i una Lozana fins i tot sense decidir, però que podria ser Catherine Spaak, Mary Francis o Claudia Cardinale. Vicente Escrivá dirigeix el cotarro. Esperem que l'empresa arribi al final perquè les versions teatrals de l'obra sempre s'han quedat en el calaix de la taula d'algun empresari. | » |
| — Inmaculada Martín Blanco y Negro [Madrid], 3326, 31 ene. 1976, pàg. 57. | |   |

Finalment, els actors i actrius que van participar en el film van ser aquests:
- Maria Rosaria Omaggio, Lozana.
- Enzo Cerusico, Rampín.
- Diana Lorys, la Napolitana.
- Carlos Ballesteros, don Sancho de Villafáñez.
- Rafael Alonso, Trigo.
- Josele Román, Pellegrina.
- Alfonso del Real, valijero.
- María Álvarez.
- Rafael Hernández, Oliveros.
- José María Prada, don Rodrigo.
- Antonio Casas, Castruccio.
- Mirta Miller, aviñonesa.
- Fedra Lorente, Polidora.
- Francisco Cecilio, cardenal.
- Carmen Martínez Sierra, hornera.
- Alejandro de Enciso.
- Chiro Bermejo.
- Emilio Fornet, maestresala perusino.
- Álvaro Zermeño.
- Mari Carmen Duque.
- Consuelo Pascual.
- José Luis Lizalde.
- Josefina Calatayud.
- Mario Novelli.
- Ricardo Díaz.
- Emilio Arnáiz.
- Tota Alba, dueña en la casa de Castruccio.
- Alfredo Cembreros.
- Paquita Villalba.
- Jenny Parra.
- Tony Valento.
- Sergio Gallego.
- Pilar Corrales.
- Agustín Bescos.
- Ferrando Lireira.
- Raquel Rodrigo.
- May Heatherly, mujer de don Sancho.
- Lola Santoyo.
- Pilar Torres, bailarina.
- Francisco Balcells, monje.
- Eugenio Navarro.
- Fabián Conde.
- Manuel Pereiro.
- Antonio Ross.
- Enrique Quezadas.
- Alfonso de la Vega.
- Antonio Orengo.
- Fernando Sánchez Polack.
- Manuel Ayuso.
- Alfredo Calles.
- Maria Gianni.
- Cristino Almodóvar.
- Olvido Lorente.
- Amelia Treviño.
- Salvador García.
- Monica Kendy.
- Mariano García.
- Junior, dama joven.
- Simón Ramírez.